# Беверн (Нижняя Саксония)
Беверн (нем. Bevern) — община в Германии, в земле Нижняя Саксония.
Входит в состав района Хольцминден. Подчиняется управлению Беверн. Население составляет 3999 человек (на 31 декабря 2010 года). Занимает площадь 33,23 км².
Коммуна подразделяется на 5 сельских округов.
Самым примечательным зданием города является замок начала XVII века, выполненный в стиле везерского ренессанса.
| Год  | Население |
| ---- | --------- |
| 1990 | 4443      |
| 1995 | 4558      |
| 2000 | 4379      |
| 2005 | 4361      |
| 2010 | 3988      |